# Franz Reindl
Franz Reindl (* 24. listopadu 1954, Garmisch-Partenkirchen, Německo) je bývalý německý lední hokejista hrající na pozici útočníka.
Reprezentoval Německo na třech zimních olympijských hrách (1976, 1980 a 1984). V roce 1976 na olympiádě v Innsbrucku získal bronzovou olympijskou medaili. Osmkrát též reprezentoval Německo na Mistrovství světa v ledním hokeji. Zúčastnil se také Kanadského poháru 1984.
Po skončení hráčské kariéry působil jako trenér a manažer.